# Mercedes-Benz C 140
Die Baureihe C 140 ist die Coupé-Version der 140er-Limousine von Mercedes-Benz. Der Oberklassewagen wurde im Januar 1992 auf der North American International Auto Show in Detroit (USA) erstmals präsentiert. Zwei Monate später folgte die Vorstellung in Europa auf dem Genfer Auto-Salon.
Zunächst wurden ab Oktober 1992 zwei Varianten angeboten: der 500 SEC (S-Klasse-Einspritzmotor-Coupé) mit einem V8-Motor 235 kW (320 PS) und der 600 SEC mit einem V12-Aggregat 290 kW (394 PS). Ihre Motoren und der größte Teil der Technik gleichen denen der entsprechenden 140er-Limousine. Beide waren mit zahlreichen Extras ab Werk die Topmodelle des Personenwagen-Programms von Mercedes-Benz. Stilistisch präsentieren sie sich jedoch eigenständiger als ihre Vorgängermodelle der Baureihe C 126.

## Modellgeschichte

### Allgemeines

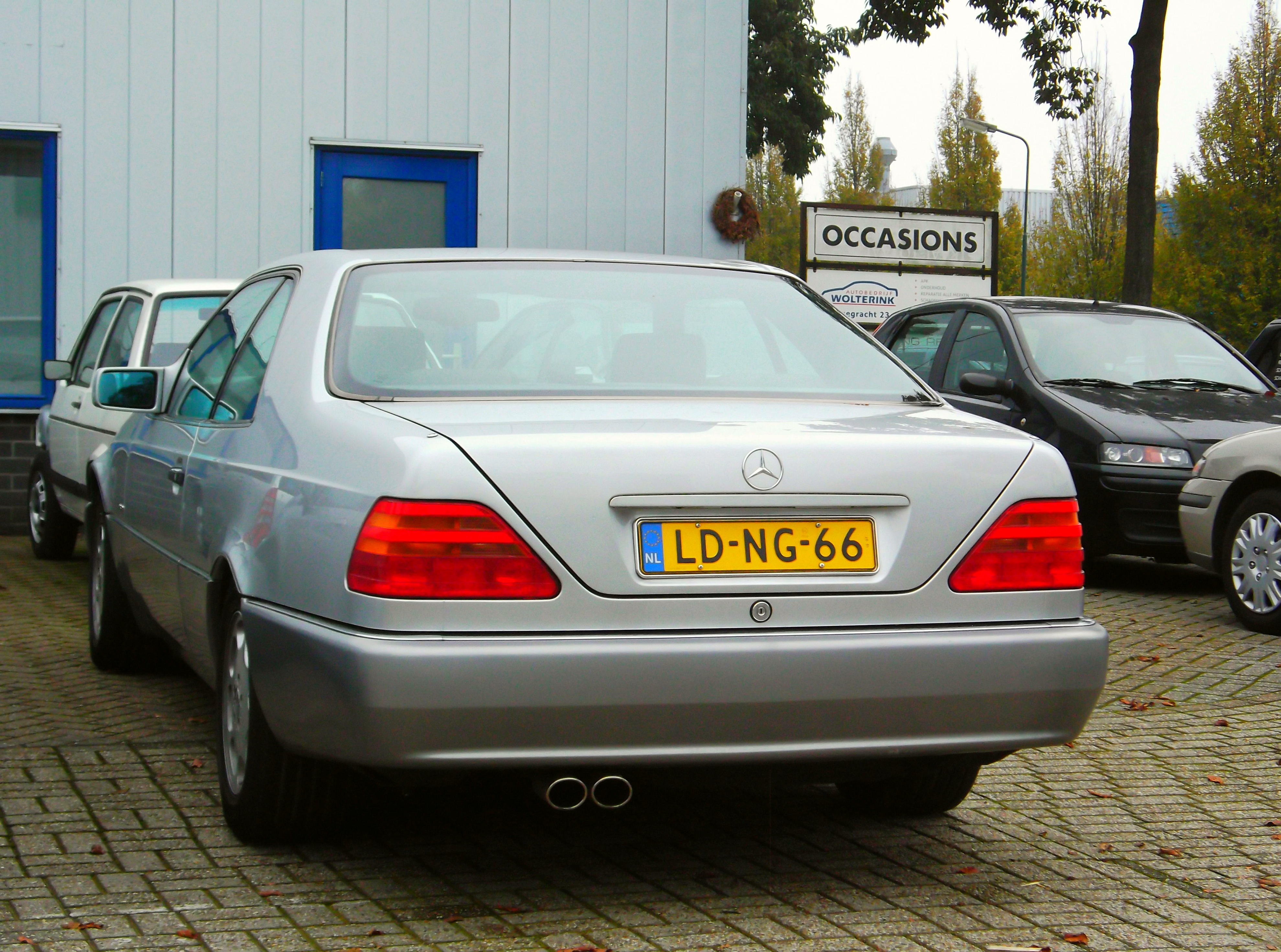
Erste Serie: Ansicht von hinten

Auf dem Genfer Automobilsalon im März 1994, zwei Jahre nach ihrer Europapremiere, erhielt die Coupé-Familie mit dem S 420 Coupé Verstärkung. Wie sein viertüriges Pendant in der Limousinenreihe ist das Coupé mit einem 4,2-Liter-Vierventil-V8-Motor ausgerüstet, der 205 kW (279 PS) leistet.
Drei grundlegende technische Neuerungen waren erstmals im 600 SEC erhältlich: Im Mai 1995 wurde ein vollkommen neu entwickeltes Fünfstufen-Automatikgetriebe mit schlupfgesteuerter Wandler-Überbrückungskupplung und elektronischer Steuerung eingeführt, das den Kraftstoffverbrauch verringert. Das neue Automatikgetriebe ist deutlich leichter und kompakter als damals vergleichbare Getriebe mit fünf Fahrstufen und ließ sich darüber hinaus günstiger fertigen, da die Zahl der Einzelteile um fast 40 Prozent reduziert werden konnten. Eine weitere Innovation wurde gleichzeitig eingeführt: Die Baureihe C 140 (zuerst im S 600 Coupé) war der erste Mercedes mit dem Elektronischen Stabilitätsprogramm ESP, das den Fahrer in kritischen Situationen unterstützt, indem es computergesteuert durch gezielten Bremseingriff dem Giermoment (Rotation um die Hochachse) entgegenwirkt und damit zur Fahrsicherheit beiträgt. Außerdem war es ab 1995 der erste Mercedes mit dem GPS-Navigationssystem Auto Pilot System APS, inklusive CD-ROM, Karten und Farbbildschirm.
Seit September 1995 gab es das elektronisch gesteuerte Automatikgetriebe auch in den Achtzylinder-Coupés; das ESP war seit dem gleichen Zeitpunkt für beide Modelle auf Wunsch lieferbar.

## Modellüberarbeitungen

### 1993
Analog zu den anderen Personenwagen-Typen von Mercedes-Benz wurden im Juni 1993 auch bei den Coupés der S-Klasse neue Typenbezeichnungen eingeführt; so wurde beispielsweise aus dem 600 SEC das S 600 Coupé. Das Typenschild auf dem Kofferraumdeckel dokumentierte nur noch Hubraum und Klasse, nicht aber die ohnehin ersichtliche Karosserieform.

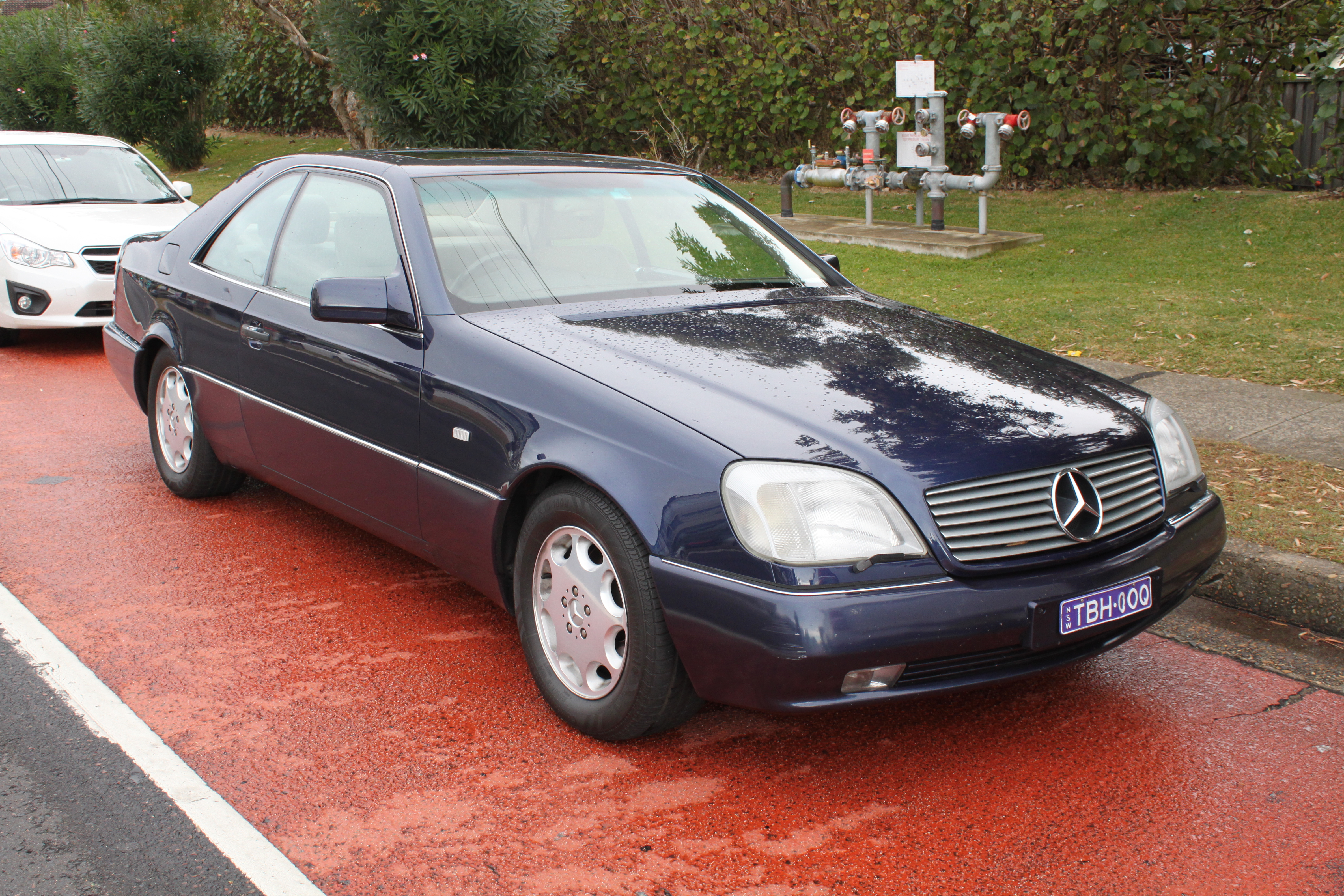
Mercedes-Benz CL 500 (1995)
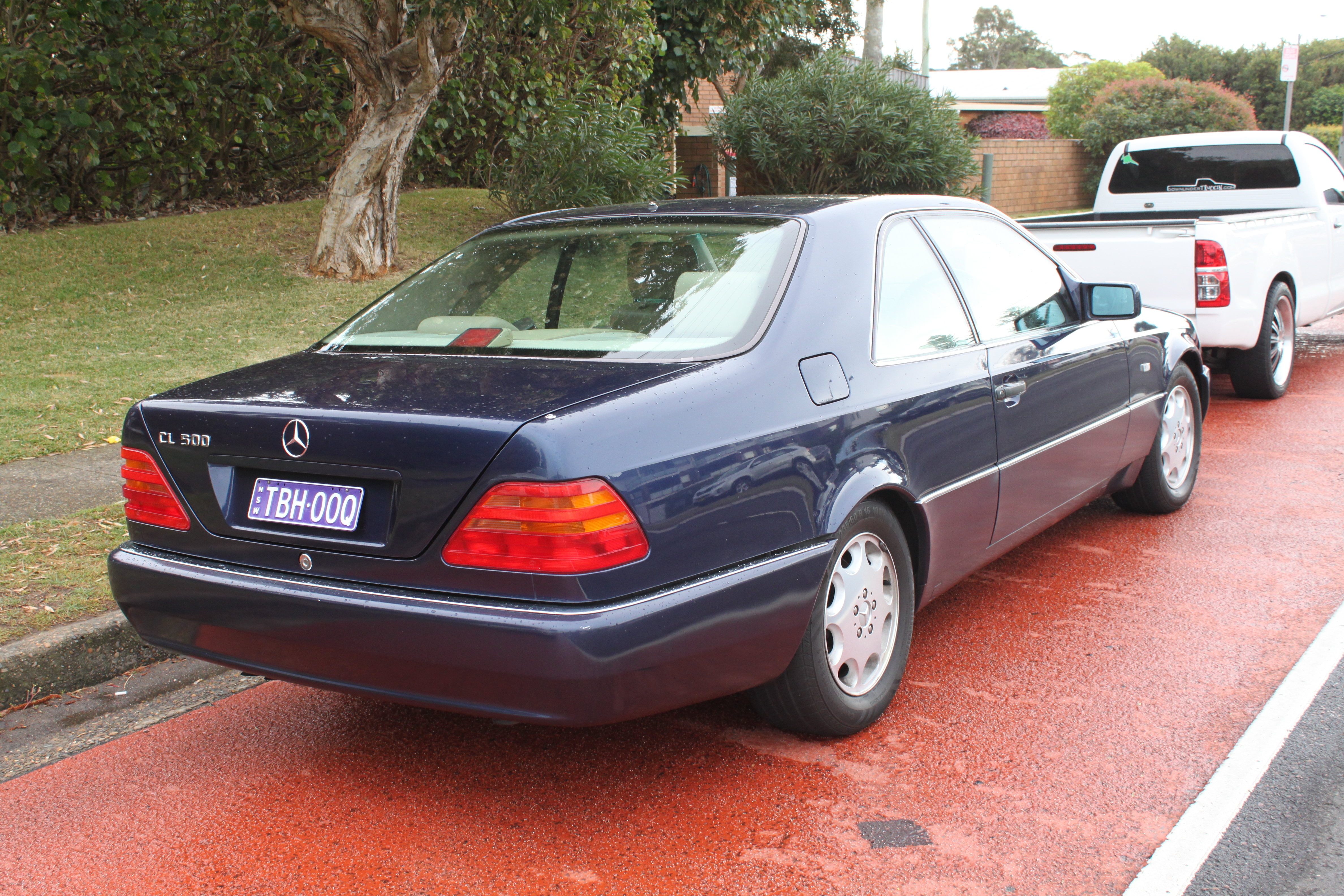
Mercedes-Benz CL 500 (1995)

### 1996
Im Juni 1996 wurden die Typenbezeichnungen für die Coupés erneut geändert. Seither heißt diese Baureihe CL-Klasse.
Die CL-Coupés präsentierten sich auch stilistisch dezent modifiziert: Äußerlich erkennbar sind vor allem die überarbeiteten Stoßfänger mit den integrierten Sensoren für die serienmäßige Ultraschall-Einparkhilfe Parktronic, die die bisherigen Peilstäbe in den hinteren Kotflügeln überflüssig macht. Weitere Neuerungen waren: Xenon-Scheinwerfer (nur für Abblendlicht) mit dynamischer Leuchtweitenregulierung, ein Tempomat (aktivierbar ab 30 km/h), serienmäßige Sidebags sowie eine Sitzbelegungserkennung für den Beifahrersitz.

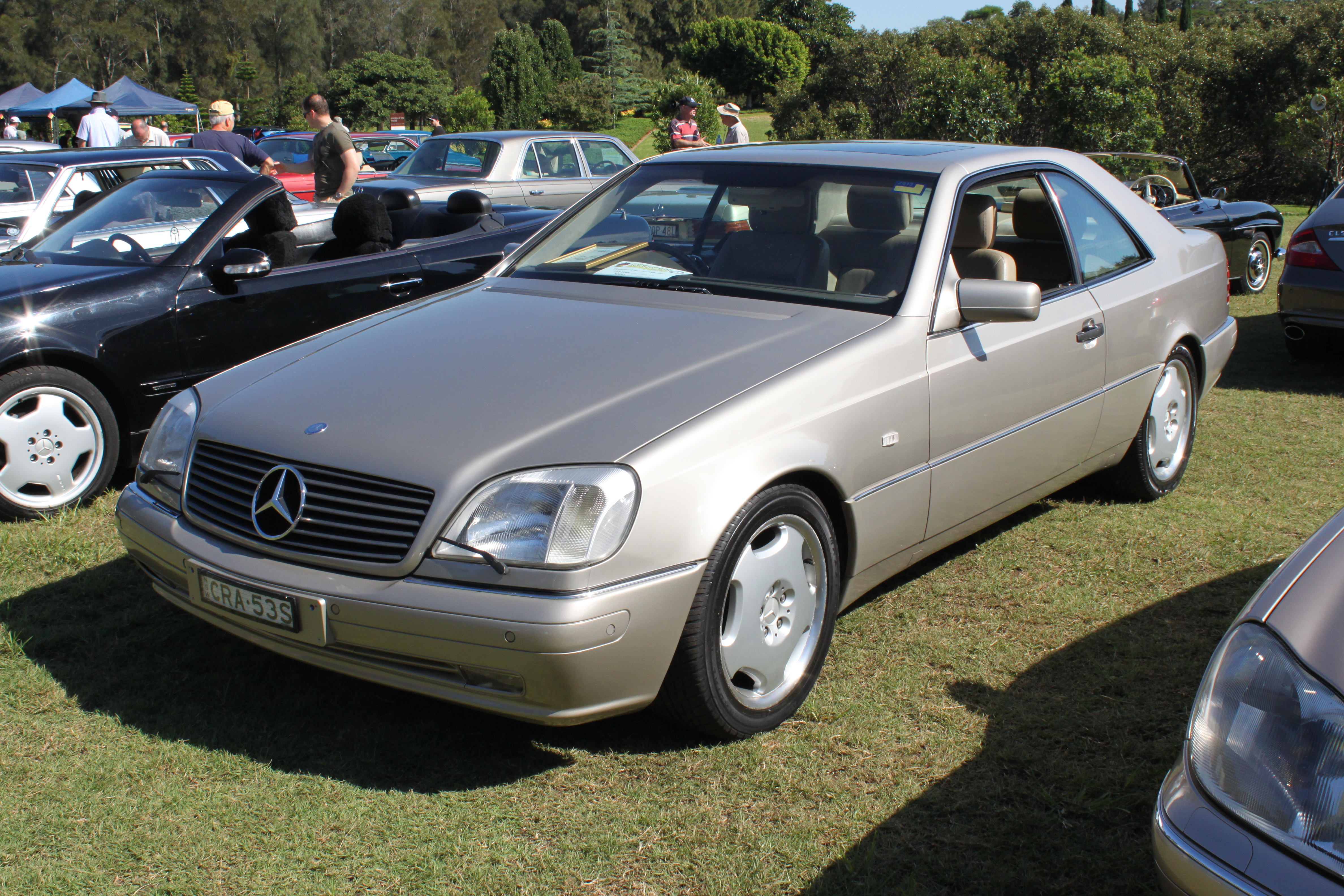
CL 500 (1996–1998)
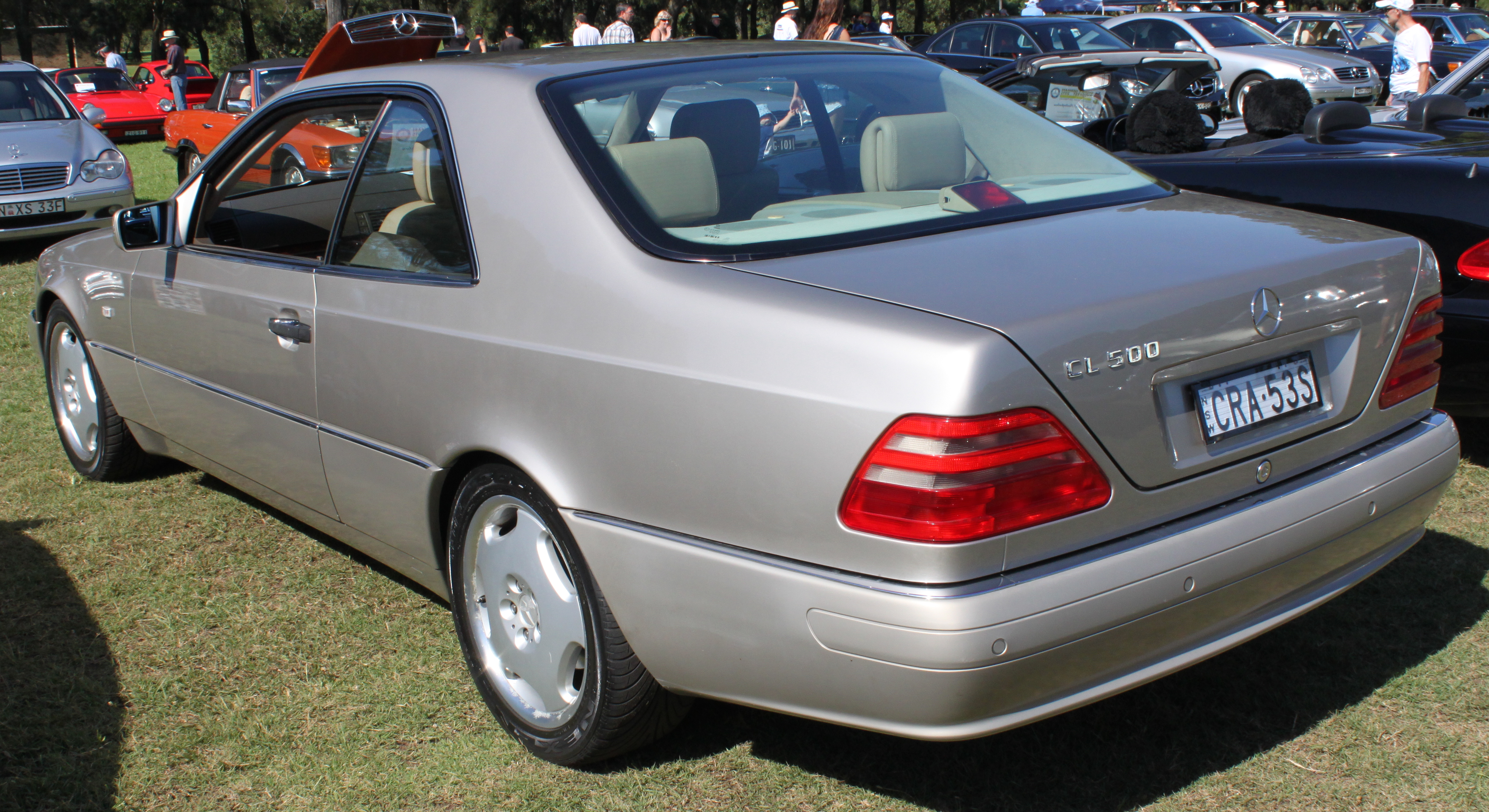
Heckansicht
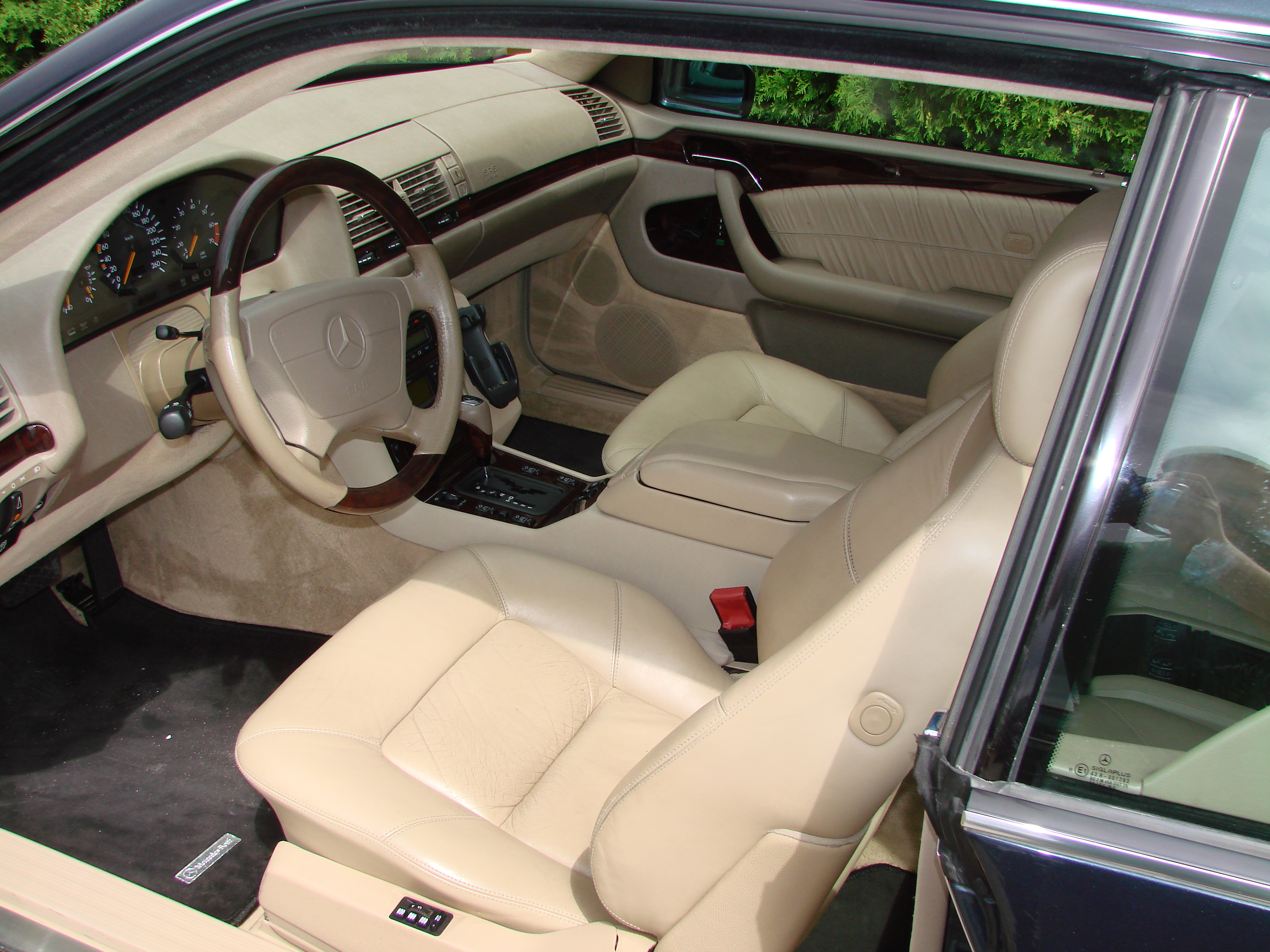
Innenraum

Die Produktion des Modells endete im August 1998, fast genau sechs Jahre nach dem Hauptserienanlauf. Insgesamt wurden im Werk Sindelfingen 26.022 Coupés der Baureihe C 140 produziert.
Der Nachfolger C 215 kam im August 1999 auf den Markt.

## Produktionszahlen
500 SEC/S 500 Coupé/CL 500: 14.953

600 SEC/S 600 Coupé/CL 600: 8.573

S 420 Coupé/CL 420: 2.496

Gesamtzahl: 26.022

## Motorisierungen
| Kenngrößen                                  | S 420 Coupé                                                          | CL 420                                    | 500 SEC                                   | S 500 Coupé                                                          | CL 500                                    | 600 SEC                                   | S 600 Coupé                                                          | CL 600                                    |
| Bauzeitraum                                 | 02/1994–05/1996                                                      | 06/1996–08/1998                           | 10/1992–05/1993                           | 06/1993–05/1996                                                      | 06/1996–09/1998                           | 10/1992–05/1993                           | 06/1993–05/1996                                                      | 06/1996–09/1998                           |
| Motorkenndaten                              |                                                                      |                                           |                                           |                                                                      |                                           |                                           |                                                                      |                                           |
| Motorbezeichnung *                          | M 119 E 42                                                           | M 119 E 42                                | M 119 E 50                                | M 119 E 50                                                           | M 119 E 50                                | M 120 E 60                                | M 120 E 60                                                           | M 120 E 60                                |
| Motortyp                                    | V8-Ottomotor                                                         | V8-Ottomotor                              | V8-Ottomotor                              | V8-Ottomotor                                                         | V8-Ottomotor                              | V12-Ottomotor                             | V12-Ottomotor                                                        | V12-Ottomotor                             |
| Gemischaufbereitung                         | Saugrohreinspritzung                                                 | Saugrohreinspritzung                      | Saugrohreinspritzung                      | Saugrohreinspritzung                                                 | Saugrohreinspritzung                      | Saugrohreinspritzung                      | Saugrohreinspritzung                                                 | Saugrohreinspritzung                      |
| Motoraufladung                              | —                                                                    | —                                         | —                                         | —                                                                    | —                                         | —                                         | —                                                                    | —                                         |
| Hubraum                                     | 4196 cm³                                                             | 4196 cm³                                  | 4973 cm³                                  | 4973 cm³                                                             | 4973 cm³                                  | 5987 cm³                                  | 5987 cm³                                                             | 5987 cm³                                  |
| max. Leistung                               | 205 kW (279 PS) bei 5700/min                                         | 205 kW (279 PS) bei 5700/min              | 235 kW (320 PS) bei 5600/min              | 235 kW (320 PS) bei 5600/min                                         | 235 kW (320 PS) bei 5600/min              | 290 kW (394 PS) bei 5200/min              | 290 kW (394 PS) bei 5200/min                                         | 290 kW (394 PS) bei 5200/min              |
| max. Drehmoment                             | 400 Nm bei 3900/min                                                  | 400 Nm bei 3900/min                       | 470 Nm bei 3900/min                       | 470 Nm bei 3900/min                                                  | 470 Nm bei 3900/min                       | 570 Nm bei 3800/min                       | 570 Nm bei 3800/min                                                  | 570 Nm bei 3800/min                       |
| Kraftübertragung                            |                                                                      |                                           |                                           |                                                                      |                                           |                                           |                                                                      |                                           |
| Antrieb, serienmäßig                        | Hinterradantrieb                                                     | Hinterradantrieb                          | Hinterradantrieb                          | Hinterradantrieb                                                     | Hinterradantrieb                          | Hinterradantrieb                          | Hinterradantrieb                                                     | Hinterradantrieb                          |
| Fahrwerk, serienmäßig [ optional ]          | Stahlfahrwerk [ Adaptives Stahlfahrwerk ]                            | Stahlfahrwerk [ Adaptives Stahlfahrwerk ] | Stahlfahrwerk [ Adaptives Stahlfahrwerk ] | Stahlfahrwerk [ Adaptives Stahlfahrwerk ]                            | Stahlfahrwerk [ Adaptives Stahlfahrwerk ] | Stahlfahrwerk [ Adaptives Stahlfahrwerk ] | Stahlfahrwerk [ Adaptives Stahlfahrwerk ]                            | Stahlfahrwerk [ Adaptives Stahlfahrwerk ] |
| Getriebe, serienmäßig [ optional ]          | 4-Gang-Automatikgetriebe/ elektr. gest. 5-Gang-Automatikgetriebe (1) | elektr. gest. 5-Gang-Automatikgetriebe    | 4-Gang-Automatikgetriebe                  | 4-Gang-Automatikgetriebe/ elektr. gest. 5-Gang-Automatikgetriebe (1) | elektr. gest. 5-Gang-Automatikgetriebe    | 4-Gang-Automatikgetriebe                  | 4-Gang-Automatikgetriebe/ elektr. gest. 5-Gang-Automatikgetriebe (2) | elektr. gest. 5-Gang-Automatikgetriebe    |
| Messwerte                                   |                                                                      |                                           |                                           |                                                                      |                                           |                                           |                                                                      |                                           |
| Höchstgeschwindigkeit                       | 250 km/h                                                             | 250 km/h                                  | 250 km/h                                  | 250 km/h                                                             | 250 km/h                                  | 250 km/h                                  | 250 km/h                                                             | 250 km/h                                  |
| Beschleunigung, 0–100 km/h                  | 8,3 s/ 8,5 s                                                         | 8,5 s                                     | 7,2 s                                     | 7,2 s/ 7,5 s                                                         | 7,2 s                                     | 6,6 s                                     | 6,6 s/ 6,6 s                                                         | 6,6 s                                     |
| Kraftstoffverbrauch auf 100 km (kombiniert) | 12,5 l Super/ 11,5 l Super                                           | 11,5 l Super                              | 13,2 l Super                              | 13,2 l Super/ 12,2 l Super                                           | 12,2 l Super                              | 15,4 l Super                              | 15,4 l Super/ 14,2 l Super                                           | 14,2 l Super                              |
| CO2-Emission (kombiniert)                   | 296 g/km/ 273 g/km                                                   | 273 g/km                                  | 313 g/km                                  | 313 g/km/ 289 g/km                                                   | 289 g/km                                  | 365 g/km                                  | 365 g/km/ 337 g/km                                                   | 337 g/km                                  |
| Abgasnorm nach EU-Klassifikation            | Euro 1 (3)                                                           | Euro 1 (3)                                | Euro 1 (3)                                | Euro 1 (3)                                                           | Euro 1 (3)                                | Euro 1 (3)                                | Euro 1 (3)                                                           | Euro 1 (3)                                |

* Die Motorbezeichnung ist wie folgt verschlüsselt:
M = Motor (Otto), Baureihe = 3-stellig, E = Saugrohreinspritzung, Hubraum = Deziliter (gerundet)

## Bestand in Deutschland
Aufgeführt ist der Bestand an Mercedes-Benz C 140 nach Hersteller- (HSN) und Typschlüsselnummern (TSN) in Deutschland laut Kraftfahrt-Bundesamt. Bis 2007 beinhaltete der Bestand neben der Anzahl der angemeldeten Fahrzeuge auch die Anzahl der vorübergehenden Stilllegungen. Seit 2008 enthält der Bestand lediglich den „fließenden Verkehr“ einschließlich der Saisonkennzeichen.
|                           | HSN/TSN                      | Modell                       | kW                           | Bundesland | 1.1.2005 | 1.1.2006 | 1.1.2008 | 1.1.2009 | 1.1.2010 | 1.1.2011 | 1.1.2012 | 1.1.2013 | 1.1.2014 | 1.1.2015 | 1.1.2016 | 1.1.2017 | 1.1.2018 | 1.1.2019 |
|                           | Gesamtbestand Baureihe C 140 | Gesamtbestand Baureihe C 140 | Gesamtbestand Baureihe C 140 |            | 2.801    | 2.595    | 1.809    | 1.713    | 1.668    | 1.563    | 1.460    | 1.329    | 1.235    | 1.183    | 1.148    | 1.123    | 1.122    | 1.082    |
| ------------------------- | ---------------------------- | ---------------------------- | ---------------------------- | ---------- | -------- | -------- | -------- | -------- | -------- | -------- | -------- | -------- | -------- | -------- | -------- | -------- | -------- | -------- |
| Gesamtbestand Deutschland | 0708/448                     | 500 SEC, S 500 Coupé, CL 500 | 235                          |            | 1.427    | 1.352    | 957      | 908      | 885      | 822      | 790      | 718      | 665      | 651      | 637      | 630      | 624      | 609      |
| Gesamtbestand Deutschland | 0708/449                     | 600 SEC, S 600 Coupé, CL 600 | 290                          |            | 811      | 724      | 464      | 438      | 423      | 391      | 363      | 329      | 310      | 290      | 267      | 257      | 268      | 252      |
| Gesamtbestand Deutschland | 0708/481                     | S 420 Coupé, CL 420          | 205                          |            | 563      | 519      | 388      | 367      | 360      | 350      | 307      | 282      | 260      | 242      | 244      | 236      | 230      | 221      |
|                           | Quelle                       | Quelle                       | Quelle                       |            | [ 2 ]    | [ 3 ]    | [ 4 ]    | [ 5 ]    | [ 6 ]    | [ 7 ]    | [ 8 ]    | [ 9 ]    | [ 10 ]   | [ 11 ]   | [ 12 ]   | [ 13 ]   | [ 14 ]   | [ 15 ]   |